# Kabouterberg

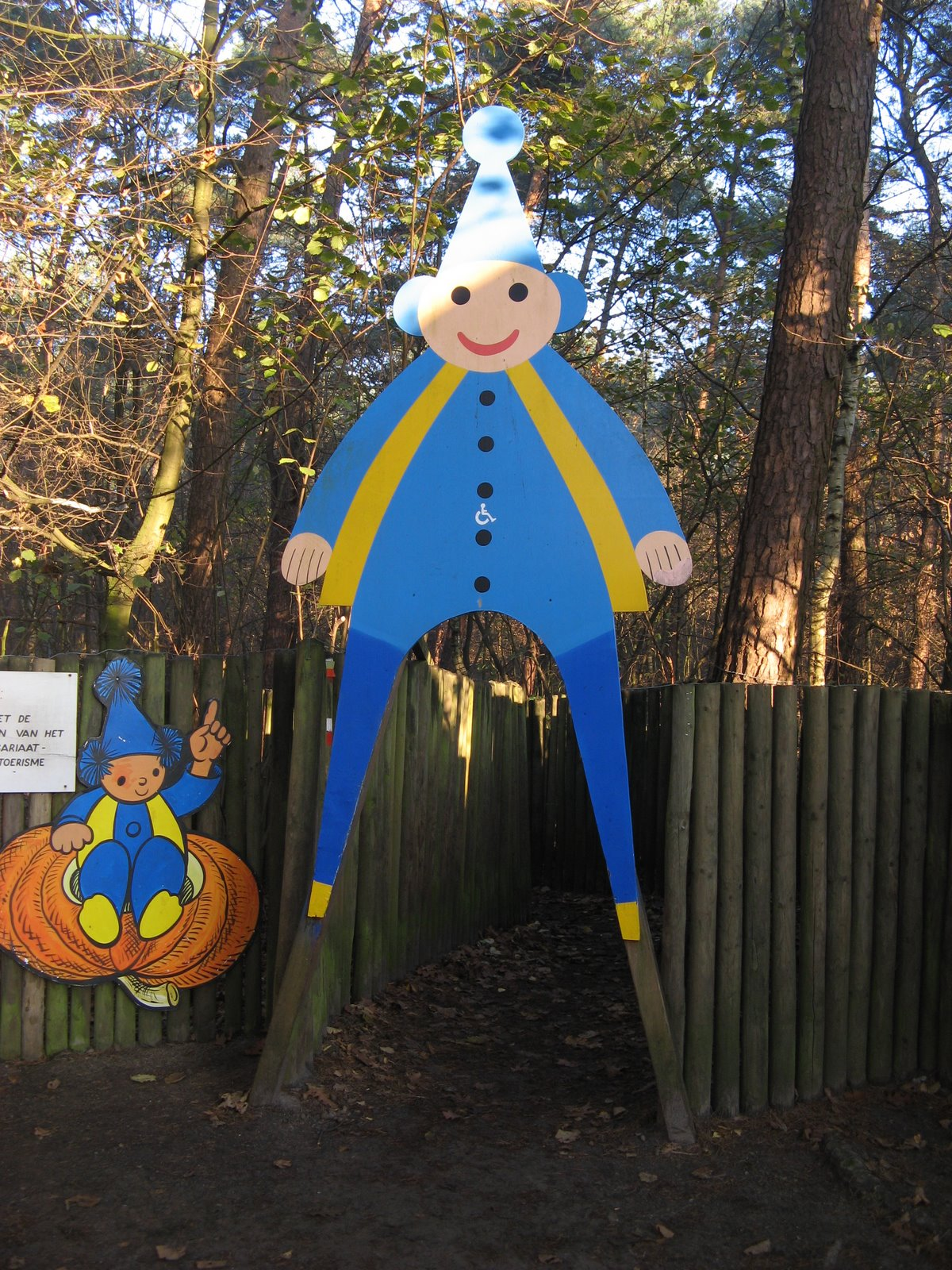
ingang

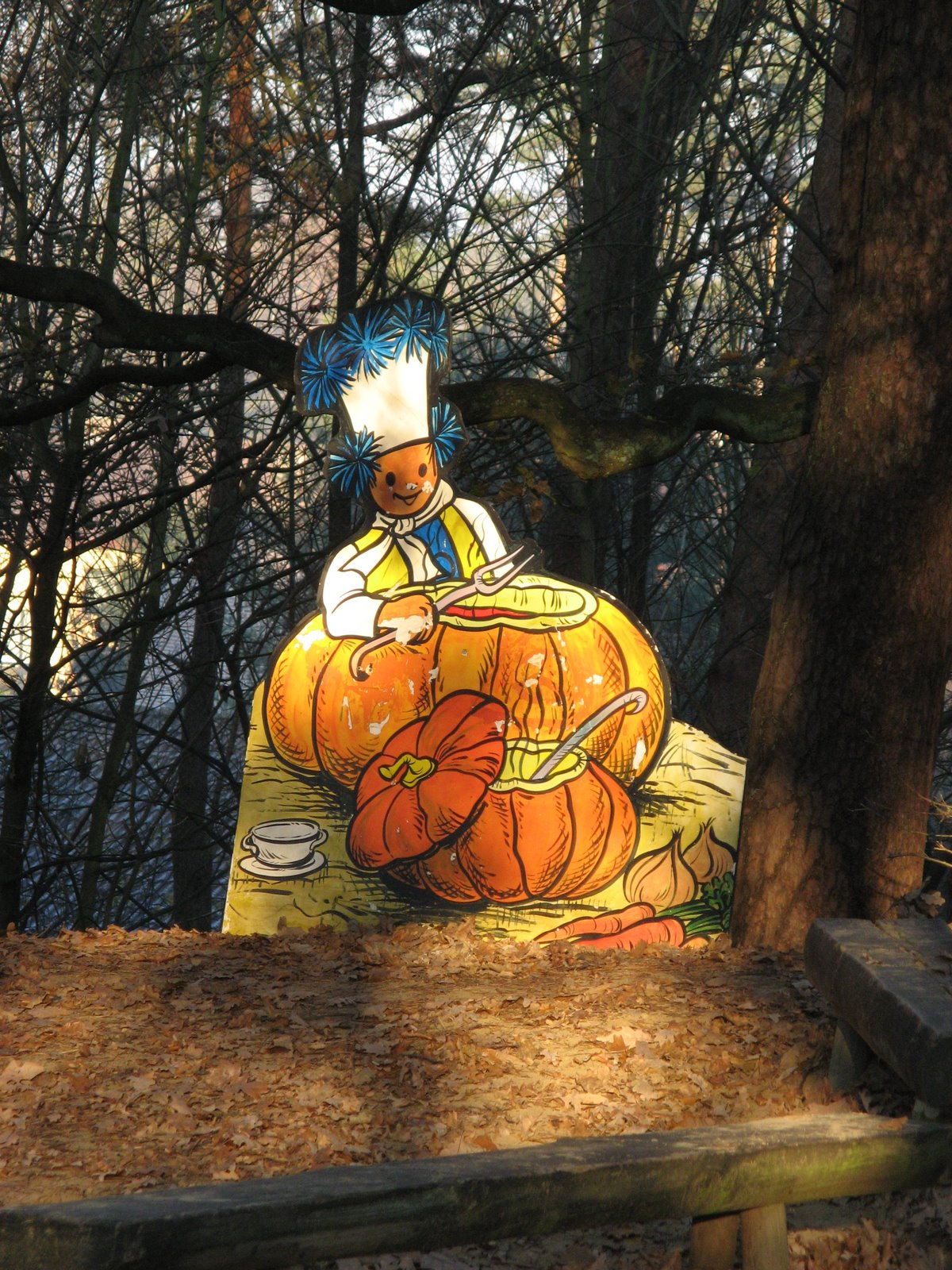

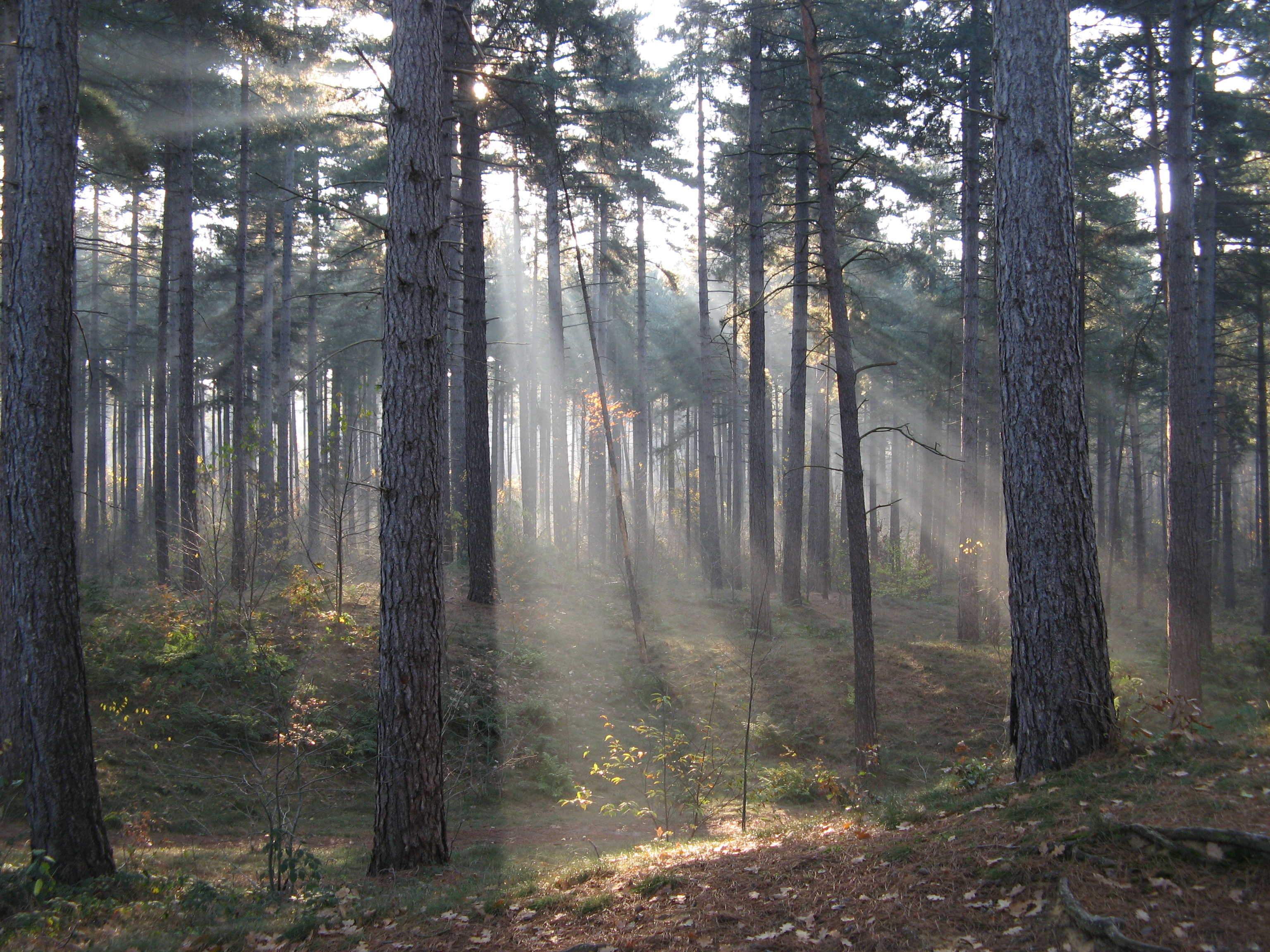

De Kabouterberg is een Vlaams recreatiegebied met daarin een gelijknamig project, vooral gericht op kinderen, ingericht door de toeristische diensten van de gemeente Kasterlee (provincie Antwerpen). Het is gelegen langs de Geelsebaan, tegenover de windmolen Keeses Molen, en strekt zich uit van aan de voet van de Kempense Heuvelrug tot op de top. Het zijn ook de zandvlakten, duinenruggen en de niveauverschillen die worden gebruikt voor het kronkelen van de wandelwegen, het bouwen van hindernissen en speelvlakten.
De kabouterberg werd ook gebruikt als filmlocatie van het huis Anubis en de Vijf van het Magische zwaard, als de Magische Wereld door het portaal van Kai en Morgana, waar de Vijf een voor een door moesten om hun gaven te ontwikkelen.
Op bepaalde dagen kan men ook onder begeleiding van een vertelster een tocht maken doorheen het bos. De verhalen van de kabouters zijn gebaseerd op oude sagen uit de Kastelse omgeving. Tijdens de tocht naar het kabouterhuis staan beweging en zelfactiviteit voorop.